# لويس بي. فيذرستون
لويس بي. فيذرستون هو سياسي أمريكي، ولد في 28 يوليو 1851 في أكسفورد في الولايات المتحدة، وتوفي في 14 مارس 1922 في لونغفيو في الولايات المتحدة. نشط حزبياً في الحزب الديمقراطي. وقد انتخب عضو مجلس النواب الأمريكي ‏.